# Calle Chauncey (línea Jamaica)
La Calle Chauncey es una estación en la línea Jamaica del Metro de Nueva York de la B del Brooklyn–Manhattan Transit Corporation y el Independent Subway System. La estación se encuentra localizada en Bedford-Stuyvesant, Brooklyn entre la Calle Chauncey y Broadway. La estación es servida en varios horarios por los trenes del Servicio  y .